# Brühlstraße 4 (Quedlinburg)

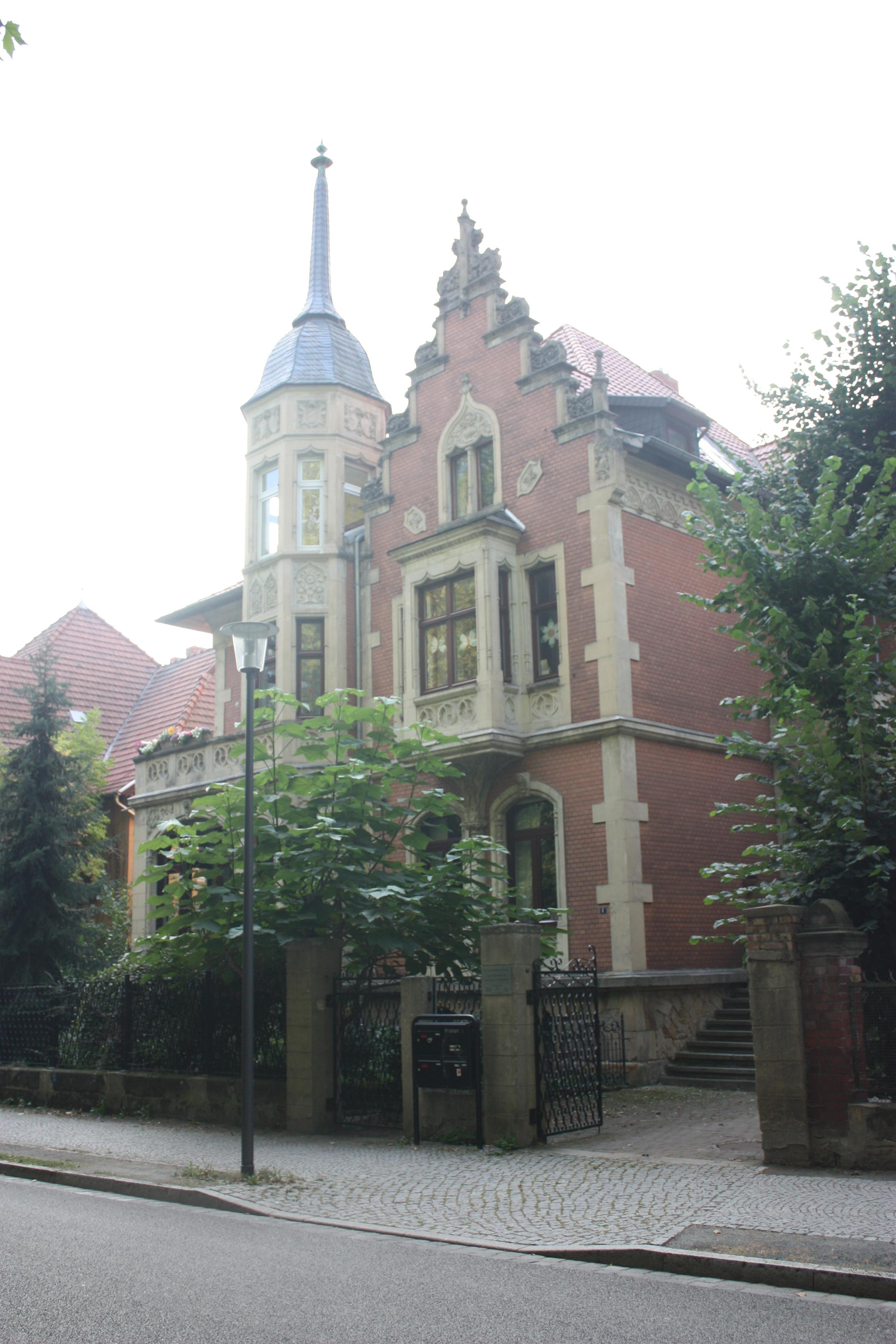
Villa Brühlstraße 4

Das Haus Brühlstraße 4 ist eine denkmalgeschützte Villa in der Stadt Quedlinburg in Sachsen-Anhalt.

## Lage
Sie liegt südlich des Quedlinburger Schloßberges und ist im Quedlinburger Denkmalverzeichnis eingetragen.

## Architektur und Geschichte
Die Villa wurde 1897 vom Architekten Max Schneck für den Kaufmann H. Wachtel errichtet. In der Gestaltung des Gebäudes finden sich Elemente der Neogotik und Neorenaissance. Die Klinkerfassade wird durch Sandsteinelemente gegliedert. Das reich verzierte Haus verfügt über ein straßenseitigen Turm sowie einen Standerker. Als Zierelemente kommen Maßwerk, Staffelgiebel und Säulen zum Einsatz. Auch der Grundriss ist aufwendig gestaltet.